# Телегон (сын Одиссея)
Телегон (др.-греч. Τηλέγονος, «рождённый вдали») — персонаж греческой мифологии, сын Одиссея и Кирки. Убил собственного отца, поскольку не узнал его в бою, а потом женился на его вдове Пенелопе. Главный герой несохранившейся киклической поэмы «Телегония».

## В мифологии

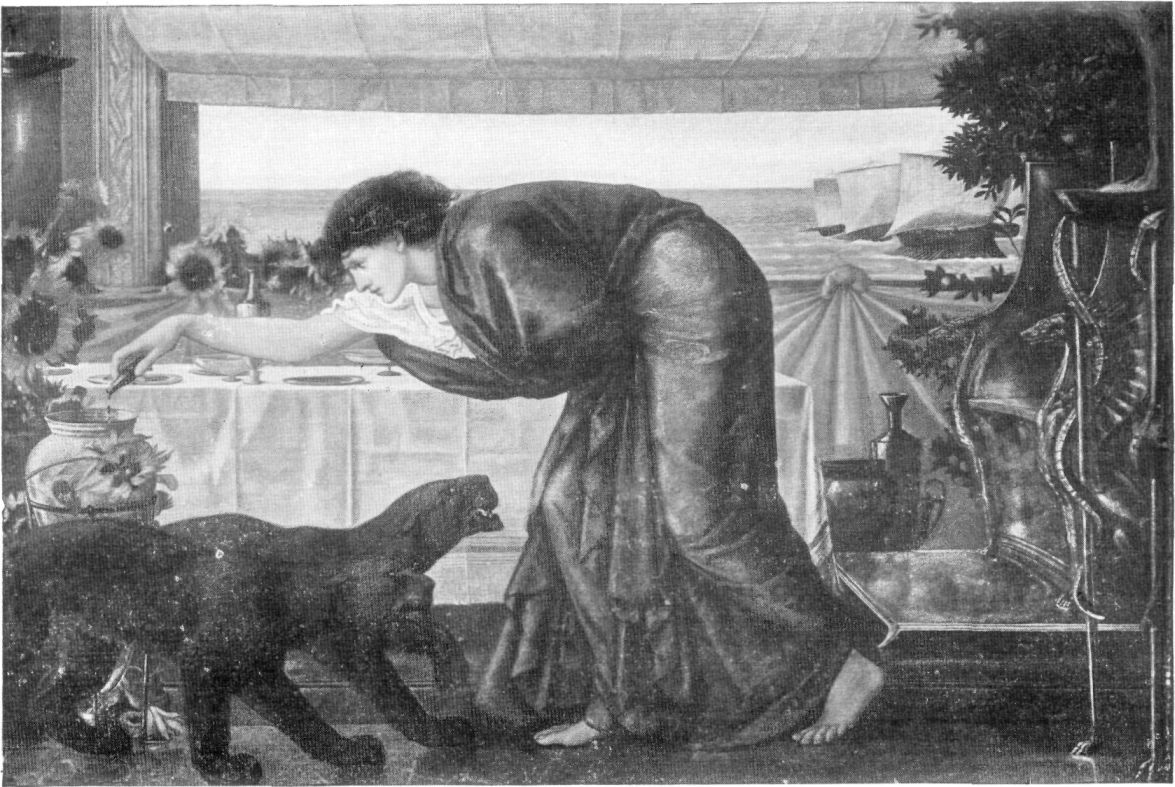
Кирка, мать Телегона. Рисунок Эдварда Коли Бёрн-Джонса

Согласно классической версии мифа, мать Телегона, волшебница Кирка (дочь бога Солнца Гелиоса), жила на острове Ээя. Царь Итаки Одиссей, возвращавшийся домой после взятия Трои, провёл на Ээе год. После этого Кирка родила сына, получившего имя Телегон («рождённый вдали»); по альтернативной версии, этот герой родился от Калипсо. Став взрослым, Телегон отправился по совету матери в морское путешествие, чтобы найти отца. Приняв Итаку за соседнюю Керкиру, он высадился на берег и начал разорять остров. Одиссей и его старший сын Телемах вышли навстречу пиратам с оружием в руках. Телегон не узнал отца и в схватке ранил его насмерть шипом ската, который заменял наконечник на его копьё. Одиссею заранее была предсказана гибель от руки сына, но он думал, что речь идёт о Телемахе, и перед смертью успел обрадоваться тому, что его убил другой сын.
Поняв, что случилось, Телегон оплакал отца и перевёз его тело к матери. Впоследствии, отбыв изгнание, он женился на вдове Одиссея Пенелопе, а Кирка отправила обоих супругов на Острова Блаженных. Пенелопа родила Телегону сына Итала, эпонима Италии. Клиний утверждает, что и Латин, эпоним народа латинов, был сыном Телегона (по основной версии Латин был сыном Одиссея).

## В культуре
В «Илиаде» и «Одиссее» Телегон не упоминается. Он стал главным героем одной из киклических поэм — «Телегонии» Эвгаммона Киренского, которая замыкала круг произведений на окологомеровские сюжеты. Изложенный Эвгаммоном материал лёг в основу нескольких пьес афинских драматургов — трагедий Эсхила («Психагоги»), Софокла («Одиссей, поражённый шипом») и Ликофрона («Телегон»); латинскую переработку пьесы Софокла создал во II веке до н. э. Марк Пакувий. Тексты всех этих произведений почти полностью утрачены, и о деталях сюжета мало что известно. В древней Италии Телегона считали основателем городов Тускулум и Пренесте, предком римского аристократического рода Мамилиев. Согласно Фесту, у этого героя была дочь по имени Мамилия, родившаяся в Тускулуме.
Сохранилось только одно античное изображение Телегона. Это фрагмент сосуда с краснофигурной росписью, на котором Кирка вручает сыну копьё.
Антиковеды отмечают, что убийство Телегоном Одиссея — это проявление распространённого фольклорного мотива, согласно которому молодой герой ищет отца, которого ни разу не видел, а при встрече не узнаёт и вступает с ним в поединок. Всё заканчивается трагически, причём, как правило, сын убивает отца.